# Cherko La
Cherko La is een bergpas in de Tibetaanse Autonome Regio. De bergpas vormt de waterscheiding tussen de rivieren Sutlej en Indus.